# 纏擾
纏擾（英語：stalking）又稱糾纏、跟蹤騷擾、或死纏爛打，是指一個人或團體對另一個人給予過多的關注，而造成被關注著的困擾和恐懼。具體的行為包括站崗、跟踪和監視等，和騷擾及恐嚇有很大的重疊。美國的全國犯罪被害人中心（National Center for Victims of Crime）稱「兩人只要發生任何不想要的接觸，而直接或間接形成恐嚇或讓被害人感到恐懼」都可稱為纏擾，另一方面，在法律和心理治療中，纏擾另有更專門的定義。
過去法治人員常將纏擾視為家務事而不予理會，但隨著越來越多的研究顯示被害人的沈重心理壓力、以及一些纏擾案件因警方的忽視而演變成殺人案，許多立法者、學者及人權團體開始推動將纏擾定罪，並對施暴著提供追蹤及心理治療。

## 定義
根據牛津字典，在英語中，stalker 一詞在16世紀是指徘徊尋找作案目標的小偷或盜獵者，至20世紀才開始在美國小報中用來指纏擾者，最初專指對明星痴迷而進行騷擾的陌生人；後來這個詞漸漸發展成指稱任何人被前伴侶騷擾的情況。
心理學家將纏擾描述為「一個人對另一個不想要的人重複侵擾和聯繫的一系列行為」。有別於大多數的犯罪只是單一次的行為，纏擾是持續發生的一系列行為。
美國2005年的防止對婦女施暴法（Violence Against Women Act）將纏擾定義為「對一個特定人士作出一組行為，造成正常人會對自己或他人的安危感到恐懼，或受到大量的心理壓力」。
纏擾行為常常只是大量重複、針對性高的日常行為，所以在實務上不容易定義。纏擾在許多地方都是違法的，但是纏擾過程中的行為卻可能是合法的，例如收集資訊、打電話、傳簡訊、送禮等等。這些行為只有在法律上構成騷擾時才變成違法,例如在短時間內大量傳送簡訊給不願意收到這些簡訊的人。以英國為例，當明知對方不願意時，只要兩次（包括打兩通電話、送兩份禮物等）即在法律上構成纏擾。

## 心理學研究
雖然纏擾在法律或日常用語中的定義相對單一，但各種研究顯示每個纏擾者的動機可能非常不同，此差異造成了研究的困難。另一方面，有些人格特徵可能會發展成纏擾行為，但在法律上以及一般人的認知中卻不被視為纏擾。

### 加害人
纏擾者可以分成五種：
- 被拒者跟蹤他們的目標，是為了改變過去被拒（或分手、離婚等）的經驗。這種試圖維持關係的行為顯示依賴性人格、自戀人格的權利感（entitlement）、以及妄想型人格的忌妒。
- 憤慨者對被害人感到不平，所以想要讓被害人感到恐懼。
- 尋求親密者希望和目標建立親密關係；這種人常認為雙方是「天生註定」要在一起的，並有情愛妄想症的症狀。
- 無能追求者雖然社交或求愛能力不佳，但對於和他們的目標發展親密關係方面，有固著（英语：fixation (psychology)）或一種權利感。通常他們的目標已經有另有伴侶。
- 掠奪性纏擾者監視他們的目標是為了對其發動攻擊，特別是性侵害。

另外也有人定義第六種類型：
- 報復型/恐怖份子，這些人不是為了和目標發展私人關係，而是為了讓目標產生特定的反應，以其能夠和對方「扯平」或是達成政治目標。例如前員工纏擾他認為是造成他被開除的上司、或是反墮胎人士去纏擾醫生。這種人展現的是被迫害的思維，屬於妄想型人格或偏狂型精神分裂症。[10][9]

加害人常被分成兩類：思覺失調者和非思覺失調者。思覺失調的加害人可能有妄想症、分裂情感性障礙、或精神分裂症。
大多數加害人沒有思覺失調，而是具有精神官能症，如重性憂鬱障礙、適應障礙、物質依賴、或是第二軸人格障礙（如反社會、邊緣、依賴、自戀、被害妄想型）。對人偏執的症狀則和強迫症相符。許多心理因素都可能影響了非思覺失調的纏擾者，包括憤怒、敵意、對責難的投射、偏執、依賴、貶低、否認、及嫉妒。通常纏擾者對被害人沒有敵意，反而是一股因為各種因素而無法滿足的渴望。
性目標之纏擾者可能認為受害人愛戀自己（類似情愛妄想症的症狀），或是認為受害人需要救助。纏擾者也可能對受害人進行言語和暴力恐嚇、破壞財物或肢體攻擊；較少見的情況是性侵害。這些人的心理狀態和纏擾者可能是類似的，但是並非全部都會在生活上發生問題，有些人可能除了某一個偏執的事物之外都很正常。
有研究主張建立一個「偏執跟蹤行為」的光譜，納入「長年抱怨某個一般人不認為有問題的人事物」以及「心中無法放下某個人事物」等行為。

### 被害人
纏擾是一種心理攻擊，加害人不斷地闖入被害人的生活；各次單獨的行為不構成攻擊，但是累積起來卻會。為了躲避纏擾者，被害人的正常生活會被中斷，可能必須改變工作地點、住所和電話號碼，而造成負擔和孤獨感。
根據van der Aa & Römkens指出，被害人遭受跟騷的結構性問題之一，是處於持續恐懼情境中。因為許多被害人無法確定跟騷者是否以及何時能停止其行為。因此，從強制力介入和社會心理的角度來看，僅僅讓跟騷者受到懲罰是不夠的。被害人還應獲得其他保護和支持服務。

### 加害人和受害人的關係
超過四分之一的纏擾或騷擾案件受害人不認識纏擾者，約10%的受害人不知道是誰在纏擾。
加害人的受害人的關係可以分成以下六類：
- 前親密關係者：加害人和受害人曾經是親密伴侶。這是最常見的情況，特別是男性加害人和女性受害人。
- 朋友和同儕：大多數男性被害人屬於這類型，包括被鄰居纏擾。
- 專業互動者：如被學生、病患或客戶等專業互動者纏擾。醫護人員、教師和律師較容易遇到這種情況。
- 工作地互動者：加害人有正當理由前往受害人的工作地點的情況，可能是員工和上司的關係，或是客戶。在這情況下，受害人周邊的人也可能受到危險。
- 陌生人：這些受害人通常不知道加害人是怎麼開始纏擾的，因為加害人是在一定距離外開始喜歡上受害人的。
- 公众人物：公众人物有時會受到愛好者的纏擾。通常受害者是常上媒體的明星，但有時運動員、政治人物或其他知名人士也會受到纏擾。譬如2007年3月25日發生於香港發生的一宗追星族事件，來自中國甘肅省蘭州市的楊麗娟聲稱於1994年夢見香港藝人劉德華，此後一直想與劉德華見面，她的父母為此而變賣房屋等資產，其父親更曾經計劃賣腎籌募旅費。2007年，楊麗娟與父母前往香港，在3月25日的歌迷會活動中，楊麗娟見到劉德華並一同合照，惟她對於未能與劉德華單獨會面感到不滿，翌日凌晨，楊麗娟的父親在尖沙咀跳海自殺身亡，並在遺書中指責劉德華多年來漠視他的女兒，事件引起媒體廣泛報導和大眾的討論。2007年3月25日歌迷会后当晚，溺愛楊麗娟的杨父寫抗議信後跳海身亡，3月26日香港警方在海中发现了杨勤冀的遗体。事後，劉德華發表聲明，呼籲楊麗娟停止一切無理取鬧的行為。[17]“杨丽娟事件”也引发各界对過度追星行為的深刻反思。[18][19][20][21][22]

### 性別
2001年的一篇研究顯示，在美國，女性加害人通常是纏擾其他女性，男性通常也只針對女性。2009年的一份報告則指出，在美國，男性被其他男性或女性纏擾的機率大致相同，女性則較常被男性纏擾。被害人的性別會影響其情緒反應，包括感到恐懼的程度，除此之外也影響警察處理案件的態度、被害人的面對方式、以及纏擾者自己行為的看法。另外，在英國、澳大利亞和美國，媒體也塑造出男性被纏擾比較沒關係的印象。

### 網路纏擾
纏擾的一個類型是使用網路而非實地纏擾。在一場以大學生於對象的調查中，參與研究的女性有9%曾進行網路纏擾、4%曾進行實地纏擾，而男性則有16%曾進行實地纏擾、11%進行網路纏擾。

### 集體纏擾
美國司法部的報告指出很大比例的報案者稱是被不止一人纏擾，18.2%的人說被兩人纏擾，13.1%的人說有三人以上。 不過報告沒有區分是被許多人各自纏擾還是被一群人一起纏擾。声称被三以上纏擾者纏擾的受访者有被访及纏擾行为是否与同事、团伙成员、兄弟会、姐妹会等有关，但美国司法部并没有公布该回答。该报告的数据来自2006年补充受害者调查 (英語：Supplemental Victimization Survey，SVS)，该调查由美国人口普查局为司法部开展。
英國的研究則指出5%的案件有不止一個纏擾者，40%的受害人說纏擾者的朋友或家人也有參與。在15%的案件中，受害者不知道骚扰的原因。
超过四分之一的纏擾和骚扰受害者根本不认识纏擾者。大约十分之一的 SVS 受访者不知道纏擾者的身份。11%的受害者表示他们被纏擾了五年或更长时间。

### 謊報及妄想
有研究宣稱「纏擾」行為的存在中，亦有導因於妄想的假報的情況，2004年在英國及荷蘭的研究估計有11.5%的案件是錯誤的，謊報中的70%都是因妄想症造成。另一個研究則估計有64%的假報是因為妄想。
新聞也報導了一群網路使用者如何共同為一個「纏擾集團」的陰謀論提供細節，包括腦波干擾、思想控制等等。這些陰謀論屬於信仰而不是真實的描述。有些心理治療師和心理學家認為這類網站鼓勵妄想，可能強化精神病患有問題的思想並阻礙治療。
曾有一個澳大利亞和英國的研究比較了128個自稱被集體纏擾的人和128個自稱被個人纏擾的人，發現所有自稱被集體纏擾的人都是有"疑似妄想"的傾向，而自稱被個人纏擾的人則只有4%有此傾向。兩組人的憂鬱症狀也顯著不同，自稱被集體纏擾的人受到的負面影響更嚴重。

## 法律研究
跟騷案件證據收集不易，警察通常需要透過被害人提供有關他們與加害人關係的資料，以及加害人施加於被害人的具體危害行為，但被害人則可能涉及隱私原因而不願意提供，使得警察找到跟騷行為的證據會有困難，因為通常發生在兩個人之間的 跟騷往往沒有其他人在場，得以見證所發生的事件。因此，將可能很難收集到足夠的證據來證實加害人的罪行。根據 Stewart（2001）的研究顯示，法院（或執法機關）核發的限制令對嚴重犯行跟騷者無法發揮效果，最痴迷的跟騷行為者不會因為收到這些命令而停止騷擾行為，甚且部分跟騷者可能具有精神疾病或有物質濫用行為， 使得刑事起訴和懲罰對其嚇阻效果相當有限。
在英國，《騷擾防制法》（Protection from Harassment Act）主要被用來處理來自認識或熟識者例如前任伴侶或鄰居的騷擾，來自陌生人或精神病患的騷擾只佔極小部份。

## 各地情況

### 中国大陆
根据侵权责任法规定，侵犯公民隐私权，应当承担侵权责任。对于跟踪者偷窥、偷拍、窃听、散布他人隐私等行为，治安管理处罚法第42条明确规定，可以处五日以下拘留或者五百元以下罚款，情节较重的处五日以上十日以下拘留，可以并处五百元以下罚款。
但在中国大陆现行司法体制下，依旧缺乏对个人面临非法跟踪、骚扰、监视等缠扰行为时的司法保护。即使是公众人物，面对私生饭缠扰时，可能长期无法解决。中国各地发生的多起个案显示，被缠扰的普通人求助司法机构后，仍可能无法解决问题。2018年3月安徽芜湖的个案中，被纠缠的女性多次救助警方无果，最终被杀害。同年7月河北涞源反杀案中，长期受到跟踪、骚扰的女性及其家庭亦多次救助警方无果。直到对方持械闯入家中，被其父母“反杀”，方才结束。
在中国大陆的社会文化中，对“死缠烂打”式求爱极为推崇，即俗语所谓“好女（烈女）怕缠郎”。文艺作品亦对此类行为进行公开的宣扬，异性间的缠扰由此被美化为求爱。而在现实生活中，此类行为甚至可能发生于双方不相识、被缠扰者事先不知情的情况下。通过网络平台等渠道，借助网络传播的便捷，个人、机构直接参与、推动、支持各类“求爱式”寻人、缠扰案例比比皆是。

### 臺灣
臺灣相關報案每年達七千多件，其中近半數個案遭反覆騷擾長達一年，四分之一長達三年，被害人中80%是女性。現代婦女基金會在2014年的調查顯示，被騷擾的人會報案或提告的只占不到一成，並且在訪問中發現有12.4%的年輕女學生曾受到跟蹤騷擾；基金會因此推動「跟蹤騷擾防制法」的立法工作。然而該草案在2015年於立法院一讀後就一直未進行審查。2019年民進黨以「會加重警察勤務」為由阻擋法案在立法院三讀。2021年，由於發生女性遭擄殺，立法院才再度討論並通過《跟蹤騷擾防制法》，立法過程中在民進黨的堅持下，將跟蹤騷擾的定義限縮至「與性或性別有關」。
根據跟蹤騷擾防制法規定，實施跟蹤騷擾行為者，處一年以下有期徒刑、拘役或科或併科新台幣十萬元以下罰金。攜帶凶器或其他危險物品犯前項之罪者，處五年以下有期徒刑、拘役或科或併科新台幣五十萬元以下罰金。違反法院依第十二條第一項第一款至第三款所為之保護令者，處三年以下有期徒刑、拘役或科或併科新台幣三十萬元以下罰金。

### 日本
日本文化中的性別不平等造成許多男性將女性視為自己的財產，無法接受女方提出分手，而造成纏擾。1999年猪野詩織被殺的案件促使國會立法禁止纏擾，但纏擾案件不減反增。2013年有超過兩萬人向警方報案，民間組織估計這些有報案的只是冰山一角；近年來日本的纏擾案件成長率世界第一，並有持續發生纏擾演變成殺人的情況。許多受害者表示向警察報案沒有任何效果，警察將此視為輕微的家務紛爭，向法院聲請保護令的手續長達數個月，有些人只好雇請私人保鏢。

### 澳大利亞
2002年的研究顯示23%的人曾遇到纏擾。
1990年代澳大利亞的每個州都建立了反纏擾的法律，各州的定義和罰則都略有不同。澳大利亞的定義不需要造成被害人的恐懼，只要理性自然人會感到恐懼即可。

### 奧地利
2008年的研究發現女性一生中會遇到的機率為17%，男性3%。86%的受害人是女性，81%的加害人是男性，女性主要被男性搔擾，男性被任一性別搔擾的機會差不多。40%的受害人是被前伴侶纏擾，23%是朋友，13%是同事，30%不知道纏擾者是誰。72%的受害人因而改變生活方式，52%的人因此精神受到影響。城市和鄉間沒有顯著差異。

### 印度
2013年國會將纏擾列入犯罪行為；定義為男性在女性明確拒絕後仍持續跟蹤或聯絡的行為。初犯最高判刑3年並可併科罰金，再犯最高判刑5年並可併科罰金。

## 流行文化
美國的流行文化常將男性的纏擾行為美化為正當且有效的追求手段，例如好萊塢拍攝的浪漫喜劇《西雅圖夜未眠》、《哈啦瑪莉》、《全民情聖》等等。美國歌手泰勒·法爾（Tyler Farr）的歌 Redneck Crazy 以第一人稱的角度描述一名纏擾者打算如何對其伴侶進行報復，被批評為美化纏擾的行為。電影評論頻道 Pop Culture Detective 稱這種劇情套路為「以愛為名的騷擾」，指出在這些電影中，男方常在公開場所示愛，利用群眾壓力讓女方難以拒絕，「不接受拒絕」被美化為「堅持不懈」，「極端的追求手段」被描繪成「真愛的展現」，最後男性總是能得到正面的結果；然而當性別對調，女性糾纏男性時，女方通常就被刻畫為精神不穩定，並強調此行為對男性造成的困擾。事實上，即使真實世界中多是男性纏擾女性，許多驚悚片卻以女性對男性的纏擾為故事主軸，例如1971年的《迷霧追魂》、1987年的《致命的吸引力》、1990年的《戰慄遊戲》 。
另外也有用黑色幽默的方式來描寫纏擾，例如1982年《喜劇之王》和1991年《把逋如何》兩部電影。「怪人奧爾」揚科維奇的歌 Melanie 是一個男人訴說他對一名女性的愛慕，但歌詞慢慢地顯露出主角其實是一名纏擾者。
1976年的《計程車司機》描述一名纏擾者試圖暗殺一名參議員來引起愛幕者的注意，約翰·欣克利看了此電影後，模仿片中情節試圖暗殺美國總統雷根來引起演員茱蒂·佛斯特的注意。